# Storstraumen
Storstraumen ligger i Otraflodsystemet i Bygland kommune i Agder fylke i Norge. Stedet er en naturlig barriere mellem den øvre del (Åraksfjorden) og den nedre del af Byglandsfjorden og et af de smalleste punkter i hele flodløbet.
Fra gammelt tid lå Byglandsfjorden meget lavere end Åraksfjorden. For at sikre bådtrafikken mellem de to dele af fjorden, er der anlagt en sluse ved Storstraumen. 

## Sluserne
Efter at der blev bygget et vandkraftværk og en dæmning nord for Evje, steg vandstanden i Byglandsfjorden med ca. 5 meter og efter dette var det ikke nødvendig med sluser. De er i dag dog stadig i brug når dampskibet DB Bjoren sejler sin sommerrute. Sluserne blev fornyet i juli 2006.
Rigsvej 9 går på en bro over Storstraumen. Ved siden af en nyere vejbro, er også en gammel buebro i sten fra 1909 bevaret. 
58°51′00″N 7°44′59″Ø / 58.85000°N 7.74972°Ø